# Kamenskij rajon (Territorio dell'Altaj)
Il Kamenskij rajon (in russo Каменский район?) è un rajon del kraj dell'Altaj, nella Russia asiatica.